# Mistrzostwa Świata U-21 w Piłce Siatkowej Mężczyzn 2013
Mistrzostwa Świata U-21 Mężczyzn 2013 odbyły się w Turcji w dniach 22 sierpnia–1 września 2013. Zespoły rywalizowały w Ankarze i Izmirze. Była to pierwsza edycja turnieju, w której wzięło udział 20 zespołów.

## Kwalifikacje
| Nazwa imprezy                                                                       | Data przeprowadzenia              | Gospodarz          | Miejsc | Zakwalifikowani                 |
| ----------------------------------------------------------------------------------- | --------------------------------- | ------------------ | ------ | ------------------------------- |
| Gospodarz                                                                           | 18 marca 2012                     |                    | 1      | Turcja                          |
| Mistrzostwa Ameryki Północnej, Środkowej i Karaibów Juniorów w Piłce Siatkowej 2012 | 27 sierpnia - 1 września 2012     | Colorado Springs   | 3      | Stany Zjednoczone Kanada Meksyk |
| Mistrzostwa Europy Juniorów w Piłce Siatkowej 2012                                  | 24 sierpnia - 2 września 2012     | Gdynia             | 1      | Włochy                          |
| Mistrzostwa Azji Juniorów w Piłce Siatkowej 2012                                    | 27 września - 5 października 2012 | Urmia              | 4      | Japonia Chiny Iran Indie        |
| Mistrzostwa Ameryki Południowej Juniorów w Piłce Siatkowej 2012                     | 24 - 28 października 2012         | Saquarema          | 3      | Brazylia Argentyna Wenezuela    |
| Mistrzostwa Afryki Juniorów w Piłce Siatkowej 2013                                  | 2 - 9 marca 2013                  | Sidi Bou Said      | 4      | Tunezja Egipt Rwanda Maroko     |
| Europejskie Kwalifikacje do Mistrzostw Świata Juniorów w Piłce Siatkowej 2013       | 7 - 12 maja 2013                  | Anapa              | 4      | Rosja                           |
| Europejskie Kwalifikacje do Mistrzostw Świata Juniorów w Piłce Siatkowej 2013       | 7 - 12 maja 2013                  | Saint-Jean-d’Illac | 4      | Francja                         |
| Europejskie Kwalifikacje do Mistrzostw Świata Juniorów w Piłce Siatkowej 2013       | 7 - 12 maja 2013                  | Sofia              | 4      | Estonia                         |
| Europejskie Kwalifikacje do Mistrzostw Świata Juniorów w Piłce Siatkowej 2013       | 7 - 12 maja 2013                  | Ivanjica           | 4      | Serbia                          |
| Razem                                                                               |                                   |                    | 20     |                                 |

## System rozgrywek
W turnieju bierze udział 20 drużyn podzielonych na 4 grupy po 5 zespołów w każdej. Drużyny w grupach rozgrywają ze sobą mecze systemem każdy z każdym. Po pierwszej fazie z walki o medale odpada 1 najsłabsza drużyna z każdej grupy. Zespoły te walczą o miejsca 17-20. Pozostałe drużyny awansują do 1/8 finału. Zwycięzcy 1/8 finału walczą systemem pucharowym o miejsca 1-8 a przegrani o miejsca 9-16.

## Hale sportowe
| Miasto | Stadion                 | Pojemność | Mecze                      |
| ------ | ----------------------- | --------- | -------------------------- |
| Izmir  | Atatürk Sports Hall     | 5 100     | grupy C, D, faza pucharowa |
| Ankara | Başkent Volleyball Hall | 7 600     | grupy A, B, faza pucharowa |

## Pierwsza runda

### Grupa A
| Lp. | Drużyna | Pkt | Mecze | Mecze | Mecze | Sety | Sety | Sety  | Małe punkty | Małe punkty | Małe punkty |
| Lp. | Drużyna | Pkt | M     | W     | P     | wyg. | prz. | ratio | zdob.       | str.        | ratio       |
| --- | ------- | --- | ----- | ----- | ----- | ---- | ---- | ----- | ----------- | ----------- | ----------- |
| 1   | Turcja  | 11  | 4     | 4 (1) | 0 (0) | 12   | 2    | 6.000 | 334         | 272         | 1.228       |
| 2   | Indie   | 9   | 4     | 3 (0) | 1 (0) | 9    | 5    | 1.800 | 321         | 293         | 1.096       |
| 3   | Chiny   | 5   | 4     | 1 (0) | 3 (2) | 7    | 9    | 0.778 | 341         | 347         | 0.983       |
| 4   | Egipt   | 3   | 4     | 1 (1) | 3 (1) | 6    | 11   | 0.545 | 356         | 388         | 0.918       |
| 5   | Maroko  | 2   | 4     | 1 (1) | 3 (0) | 4    | 11   | 0.364 | 312         | 364         | 0.857       |

Źródło: fivb.org
Punktacja: 3:0 i 3:1 – 3 pkt; 3:2 – 2 pkt; 2:3 – 1 pkt; 1:3 i 0:3 – 0 pkt
Zasady ustalania kolejności: 1. liczba punktów; 2. liczba zwycięstw; 3. stosunek setów; 4. stosunek małych punktów
     awans do 1/8 finału
     mecze o miejsca 17-20

#### Wyniki spotkań
| Data  | Godz. | Drużyna 1 | Wynik | Drużyna 2 | 1     | 2     | 3     | 4     | 5     | Widzów | *  |
| ----- | ----- | --------- | ----- | --------- | ----- | ----- | ----- | ----- | ----- | ------ | -- |
| 22.08 | 14:30 | Chiny     | 3:0   | Maroko    | 25:21 | 25:19 | 25:21 |       |       | 100    | 1  |
| 22.08 | 19:00 | Turcja    | 3:0   | Indie     | 25:16 | 25:17 | 25:17 |       |       | 500    | 2  |
| 23.08 | 14:30 | Egipt     | 3:2   | Chiny     | 25:22 | 18:25 | 18:25 | 25:21 | 18:16 | 200    | 3  |
| 23.08 | 19:00 | Maroko    | 0:3   | Turcja    | 24:26 | 21:25 | 22:25 |       |       | 600    | 4  |
| 24.08 | 14:30 | Indie     | 3:1   | Maroko    | 23:25 | 25:18 | 26:24 | 25:11 |       | 100    | 5  |
| 24.08 | 19:00 | Turcja    | 3:0   | Egipt     | 26:24 | 25:23 | 25:13 |       |       | 650    | 6  |
| 25.08 | 14:30 | Egipt     | 1:3   | Indie     | 25:22 | 21:25 | 16:25 | 16:25 |       | 75     | 7  |
| 25.08 | 19:00 | Chiny     | 2:3   | Turcja    | 25:21 | 19:25 | 25:21 | 20:25 | 6:25  | 800    | 8  |
| 26.08 | 12:00 | Indie     | 3:0   | Chiny     | 25:21 | 25:23 | 25:18 |       |       | 75     | 9  |
| 26.08 | 14:30 | Maroko    | 3:2   | Egipt     | 18:25 | 16:25 | 25:23 | 32:30 | 15:11 | 75     | 10 |

### Grupa B
| Lp. | Drużyna   | Pkt | Mecze | Mecze | Mecze | Sety | Sety | Sety   | Małe punkty | Małe punkty | Małe punkty |
| Lp. | Drużyna   | Pkt | M     | W     | P     | wyg. | prz. | ratio  | zdob.       | str.        | ratio       |
| --- | --------- | --- | ----- | ----- | ----- | ---- | ---- | ------ | ----------- | ----------- | ----------- |
| 1   | Iran      | 12  | 4     | 4 (0) | 0 (0) | 12   | 1    | 12.000 | 329         | 261         | 1.261       |
| 2   | Argentyna | 9   | 4     | 3 (0) | 1 (0) | 9    | 4    | 2.250  | 310         | 283         | 1.095       |
| 3   | Japonia   | 4   | 4     | 1 (0) | 3 (1) | 5    | 10   | 0.500  | 354         | 360         | 0.983       |
| 4   | Meksyk    | 3   | 4     | 1 (0) | 3 (0) | 4    | 10   | 0.400  | 292         | 345         | 0.846       |
| 5   | Estonia   | 2   | 4     | 1 (1) | 3 (0) | 6    | 11   | 0.545  | 363         | 399         | 0.910       |

Źródło: fivb.org
Punktacja: 3:0 i 3:1 – 3 pkt; 3:2 – 2 pkt; 2:3 – 1 pkt; 1:3 i 0:3 – 0 pkt
Zasady ustalania kolejności: 1. liczba punktów; 2. liczba zwycięstw; 3. stosunek setów; 4. stosunek małych punktów
     awans do 1/8 finału
     mecze o miejsca 17-20

#### Wyniki spotkań
| Data  | Godz. | Drużyna 1 | Wynik | Drużyna 2 | 1     | 2     | 3     | 4     | 5    | Widzów | *  |
| ----- | ----- | --------- | ----- | --------- | ----- | ----- | ----- | ----- | ---- | ------ | -- |
| 22.08 | 12:00 | Iran      | 3:1   | Estonia   | 22:25 | 25:11 | 25:17 | 25:22 |      | 250    | 1  |
| 22.08 | 17:00 | Japonia   | 3:1   | Meksyk    | 23:25 | 29:27 | 25:17 | 25:16 |      | 150    | 2  |
| 23.08 | 12:00 | Estonia   | 3:2   | Japonia   | 27:29 | 25:23 | 19:25 | 26:24 | 15:8 | 200    | 3  |
| 23.08 | 17:00 | Argentyna | 0:3   | Iran      | 19:25 | 20:25 | 26:28 |       |      | 400    | 4  |
| 24.08 | 12:00 | Japonia   | 0:3   | Argentyna | 26:28 | 20:25 | 26:28 |       |      | 100    | 5  |
| 24.08 | 17:00 | Meksyk    | 3:1   | Estonia   | 25:22 | 25:19 | 17:25 | 29:27 |      | 250    | 6  |
| 25.08 | 12:00 | Argentyna | 3:0   | Meksyk    | 25:22 | 25:14 | 25:17 |       |      | 75     | 7  |
| 25.08 | 17:00 | Iran      | 3:0   | Japonia   | 28:26 | 29:27 | 25:18 |       |      | 400    | 8  |
| 26.08 | 17:00 | Meksyk    | 0:3   | Iran      | 20:25 | 21:25 | 17:25 |       |      | 300    | 9  |
| 26.08 | 19:30 | Estonia   | 1:3   | Argentyna | 19:25 | 25:22 | 17:25 | 22:25 |      | 120    | 10 |

### Grupa C
| Lp. | Drużyna           | Pkt | Mecze | Mecze | Mecze | Sety | Sety | Sety   | Małe punkty | Małe punkty | Małe punkty |
| Lp. | Drużyna           | Pkt | M     | W     | P     | wyg. | prz. | ratio  | zdob.       | str.        | ratio       |
| --- | ----------------- | --- | ----- | ----- | ----- | ---- | ---- | ------ | ----------- | ----------- | ----------- |
| 1   | Serbia            | 12  | 4     | 4 (0) | 0 (0) | 12   | 1    | 12.000 | 326         | 260         | 1.254       |
| 2   | Stany Zjednoczone | 6   | 4     | 2 (0) | 2 (0) | 7    | 7    | 1.000  | 329         | 290         | 1.134       |
| 3   | Kanada            | 6   | 4     | 2 (0) | 2 (0) | 7    | 7    | 1.000  | 309         | 314         | 0.984       |
| 4   | Tunezja           | 6   | 4     | 2 (0) | 2 (0) | 7    | 7    | 1.000  | 309         | 314         | 0.984       |
| 5   | Rwanda            | 0   | 4     | 0 (0) | 4 (0) | 1    | 12   | 0.083  | 234         | 329         | 0.711       |

Źródło: fivb.org
Punktacja: 3:0 i 3:1 – 3 pkt; 3:2 – 2 pkt; 2:3 – 1 pkt; 1:3 i 0:3 – 0 pkt
Zasady ustalania kolejności: 1. liczba punktów; 2. liczba zwycięstw; 3. stosunek setów; 4. stosunek małych punktów
     awans do 1/8 finału
     mecze o miejsca 17-20

#### Wyniki spotkań
| Data  | Godz. | Drużyna 1         | Wynik | Drużyna 2         | 1     | 2     | 3     | 4     | 5 | Widzów | *  |
| ----- | ----- | ----------------- | ----- | ----------------- | ----- | ----- | ----- | ----- | - | ------ | -- |
| 22.08 | 12:00 | Stany Zjednoczone | 3:1   | Rwanda            | 25:11 | 25:18 | 27:29 | 25:14 |   | 250    | 1  |
| 22.08 | 17:00 | Tunezja           | 1:3   | Kanada            | 15:25 | 15:25 | 29:27 | 18:25 |   | 350    | 2  |
| 23.08 | 12:00 | Rwanda            | 0:3   | Tunezja           | 12:25 | 15:25 | 18:25 |       |   | 120    | 3  |
| 23.08 | 17:00 | Serbia            | 3:0   | Stany Zjednoczone | 25:23 | 25:23 | 25:17 |       |   | 400    | 4  |
| 24.08 | 12:00 | Tunezja           | 0:3   | Serbia            | 17:25 | 25:27 | 24:26 |       |   | 60     | 5  |
| 24.08 | 14:30 | Kanada            | 3:0   | Rwanda            | 25:17 | 27:25 | 25:22 |       |   | 200    | 6  |
| 25.08 | 12:00 | Serbia            | 3:1   | Kanada            | 23:25 | 25:18 | 25:16 | 25:19 |   | 150    | 7  |
| 25.08 | 17:00 | Stany Zjednoczone | 1:3   | Tunezja           | 23:25 | 19:25 | 25:16 | 22:25 |   | 200    | 8  |
| 26.08 | 12:00 | Kanada            | 0:3   | Stany Zjednoczone | 15:25 | 15:25 | 22:25 |       |   | 120    | 9  |
| 26.08 | 14:30 | Rwanda            | 0:3   | Serbia            | 13:25 | 20:25 | 20:25 |       |   | 150    | 10 |

### Grupa D
| Lp. | Drużyna   | Pkt | Mecze | Mecze | Mecze | Sety | Sety | Sety  | Małe punkty | Małe punkty | Małe punkty |
| Lp. | Drużyna   | Pkt | M     | W     | P     | wyg. | prz. | ratio | zdob.       | str.        | ratio       |
| --- | --------- | --- | ----- | ----- | ----- | ---- | ---- | ----- | ----------- | ----------- | ----------- |
| 1   | Rosja     | 9   | 4     | 3 (1) | 1 (1) | 11   | 6    | 1.833 | 397         | 344         | 1.154       |
| 2   | Brazylia  | 8   | 4     | 3 (1) | 1 (0) | 9    | 5    | 1.800 | 315         | 298         | 1.057       |
| 3   | Francja   | 8   | 4     | 2 (0) | 2 (2) | 10   | 6    | 1.667 | 367         | 344         | 1.067       |
| 4   | Włochy    | 5   | 4     | 2 (1) | 2 (0) | 6    | 8    | 0.750 | 318         | 331         | 0.961       |
| 5   | Wenezuela | 0   | 0     | 0 (0) | 0 (0) | 1    | 12   | 0.083 | 245         | 325         | 0.754       |

Źródło: fivb.org
Punktacja: 3:0 i 3:1 – 3 pkt; 3:2 – 2 pkt; 2:3 – 1 pkt; 1:3 i 0:3 – 0 pkt
Zasady ustalania kolejności: 1. liczba punktów; 2. liczba zwycięstw; 3. stosunek setów; 4. stosunek małych punktów
     awans do 1/8 finału
     mecze o miejsca 17-20

#### Wyniki spotkań
| Data  | Godz. | Drużyna 1 | Wynik | Drużyna 2 | 1     | 2     | 3     | 4     | 5     | Widzów | *  |
| ----- | ----- | --------- | ----- | --------- | ----- | ----- | ----- | ----- | ----- | ------ | -- |
| 22.08 | 14:30 | Brazylia  | 3:0   | Włochy    | 25:21 | 35:33 | 25:23 |       |       | 350    | 1  |
| 22.08 | 19:30 | Francja   | 3:0   | Wenezuela | 25:17 | 26:24 | 25:18 |       |       | 200    | 2  |
| 23.08 | 14:30 | Włochy    | 0:3   | Francja   | 19:25 | 16:25 | 23:25 |       |       | 200    | 3  |
| 23.08 | 19:30 | Rosja     | 3:2   | Brazylia  | 25:17 | 23:25 | 25:20 | 21:25 | 16:14 | 420    | 4  |
| 24.08 | 17:30 | Francja   | 0:3   | Rosja     | 17:25 | 22:25 | 18:25 |       |       | 250    | 5  |
| 24.08 | 19:30 | Wenezuela | 0:3   | Włochy    | 15:25 | 16:25 | 25:27 |       |       | 125    | 6  |
| 25.08 | 14:30 | Rosja     | 3:1   | Wenezuela | 25:20 | 25:16 | 22:25 | 25:19 |       | 180    | 7  |
| 25.08 | 19:30 | Brazylia  | 2:3   | Francja   | 23:25 | 18:25 | 25:17 | 26:24 | 14:16 | 420    | 8  |
| 26.08 | 17:30 | Wenezuela | 0:3   | Brazylia  | 14:25 | 23:25 | 13:25 |       |       | 120    | 9  |
| 26.08 | 19:30 | Włochy    | 3:2   | Rosja     | 23:25 | 27:25 | 30:28 | 11:25 | 15:12 | 150    | 10 |

## Runda pucharowa

### Mecze o miejsca 17-20
| Lp. | Drużyna   | Pkt | Mecze | Mecze | Mecze | Sety | Sety | Sety  | Małe punkty | Małe punkty | Małe punkty |
| Lp. | Drużyna   | Pkt | M     | W     | P     | wyg. | prz. | ratio | zdob.       | str.        | ratio       |
| --- | --------- | --- | ----- | ----- | ----- | ---- | ---- | ----- | ----------- | ----------- | ----------- |
| 1   | Estonia   | 8   | 3     | 3 (1) | 0 (0) | 9    | 2    | 4.500 | 268         | 221         | 1.213       |
| 2   | Maroko    | 4   | 3     | 1 (0) | 2 (1) | 6    | 6    | 1.000 | 265         | 263         | 1.008       |
| 3   | Wenezuela | 4   | 3     | 1 (0) | 2 (1) | 5    | 7    | 0.714 | 264         | 262         | 1.008       |
| 4   | Rwanda    | 2   | 3     | 1 (1) | 2 (0) | 3    | 8    | 0.375 | 212         | 263         | 0.806       |

Źródło: fivb.org
Punktacja: 3:0 i 3:1 – 3 pkt; 3:2 – 2 pkt; 2:3 – 1 pkt; 1:3 i 0:3 – 0 pkt
Zasady ustalania kolejności: 1. liczba punktów; 2. liczba zwycięstw; 3. stosunek setów; 4. stosunek małych punktów

#### Wyniki spotkań
| Data  | Godz. | Drużyna 1 | Wynik | Drużyna 2 | 1     | 2     | 3     | 4     | 5     | Widzów | * |
| ----- | ----- | --------- | ----- | --------- | ----- | ----- | ----- | ----- | ----- | ------ | - |
| 29.08 | 11:00 | Maroko    | 2:3   | Estonia   | 25:22 | 22:25 | 30:28 | 24:26 | 12:15 | 100    | 1 |
| 29.08 | 14:00 | Rwanda    | 3:2   | Wenezuela | 27:25 | 23:25 | 18:25 | 25:21 | 17:15 | 80     | 2 |
| 30.08 | 09:00 | Maroko    | 1:3   | Wenezuela | 20:25 | 25:20 | 15:25 | 17:25 |       | 90     | 3 |
| 30.08 | 11:00 | Estonia   | 3:0   | Rwanda    | 25:12 | 27:25 | 25:13 |       |       | 100    | 4 |
| 31.08 | 09:00 | Estonia   | 3:0   | Wenezuela | 25:22 | 25:21 | 25:15 |       |       | 80     | 5 |
| 31.08 | 11:00 | Maroko    | 3:0   | Rwanda    | 25:21 | 25:10 | 25:21 |       |       | 100    | 6 |

### 1/8 finału
| Data  | Godz. | Drużyna 1         | Wynik | Drużyna 2 | 1     | 2     | 3     | 4     | 5     | Widzów | * |
| ----- | ----- | ----------------- | ----- | --------- | ----- | ----- | ----- | ----- | ----- | ------ | - |
| 28.08 | 11:00 | Iran              | 3:0   | Egipt     | 25:21 | 25:20 | 25:21 |       |       | 100    | 1 |
| 28.08 | 11:00 | Stany Zjednoczone | 1:3   | Brazylia  | 22:25 | 25:23 | 18:25 | 22:25 |       | 150    | 2 |
| 28.08 | 13:30 | Argentyna         | 3:1   | Chiny     | 25:19 | 25:23 | 23:25 | 29:27 |       | 100    | 3 |
| 28.08 | 13:30 | Serbia            | 2:3   | Włochy    | 25:21 | 19:25 | 21:25 | 30:28 | 5:15  | 150    | 4 |
| 28.08 | 16:00 | Indie             | 3:0   | Japonia   | 25:18 | 25:23 | 25:20 |       |       | 200    | 5 |
| 28.08 | 16:00 | Rosja             | 3:0   | Tunezja   | 25:23 | 25:15 | 25:21 |       |       | 120    | 6 |
| 28.08 | 18:30 | Turcja            | 3:0   | Meksyk    | 25:14 | 25:15 | 25:18 |       |       | 700    | 7 |
| 28.08 | 18:30 | Francja           | 3:2   | Kanada    | 22:25 | 25:21 | 25:15 | 23:25 | 15:10 | 160    | 8 |

### Mecze o miejsca 9-16
| Data  | Godz. | Drużyna 1 | Wynik | Drużyna 2         | 1     | 2     | 3     | 4     | 5 | Widzów | * |
| ----- | ----- | --------- | ----- | ----------------- | ----- | ----- | ----- | ----- | - | ------ | - |
| 30.08 | 13:15 | Egipt     | 1:3   | Stany Zjednoczone | 25:22 | 21:25 | 23:25 | 20:25 |   | 150    | 1 |
| 30.08 | 15:50 | Chiny     | 0:3   | Serbia            | 20:25 | 18:25 | 16:25 |       |   | 100    | 2 |
| 30.08 | 17:40 | Japonia   | 3:1   | Tunezja           | 23:25 | 25:17 | 25:23 | 25:19 |   | 120    | 3 |
| 30.08 | 20:10 | Meksyk    | 1:3   | Kanada            | 23:25 | 25:19 | 13:25 | 18:25 |   | 80     | 4 |

### Mecze o miejsca 13-16
| Data  | Godz. | Drużyna 1 | Wynik | Drużyna 2 | 1     | 2     | 3     | 4     | 5     | Widzów | * |
| ----- | ----- | --------- | ----- | --------- | ----- | ----- | ----- | ----- | ----- | ------ | - |
| 31.08 | 13:00 | Egipt     | 3:2   | Chiny     | 29:31 | 25:23 | 17:25 | 25:13 | 19:17 | 100    | 1 |
| 31.08 | 15:00 | Tunezja   | 3:2   | Meksyk    | 23:25 | 25:23 | 22:25 | 25:15 | 21:19 | 80     | 2 |

### Mecz o 15. miejsce
| Data  | Godz. | Drużyna 1 | Wynik | Drużyna 2 | 1     | 2     | 3     | 4     | 5    | Widzów | * |
| ----- | ----- | --------- | ----- | --------- | ----- | ----- | ----- | ----- | ---- | ------ | - |
| 01.09 | 09:00 | Chiny     | 3:2   | Meksyk    | 22:25 | 24:26 | 25:19 | 25:20 | 15:9 | 50     | 1 |

### Mecz o 13. miejsce
| Data  | Godz. | Drużyna 1 | Wynik | Drużyna 2 | 1     | 2     | 3     | 4     | 5    | Widzów | * |
| ----- | ----- | --------- | ----- | --------- | ----- | ----- | ----- | ----- | ---- | ------ | - |
| 01.09 | 13:00 | Egipt     | 2:3   | Tunezja   | 25:17 | 19:25 | 25:23 | 23:25 | 7:15 | 100    | 1 |

### Mecze o miejsca 9-12
| Data  | Godz. | Drużyna 1         | Wynik | Drużyna 2 | 1     | 2     | 3     | 4     | 5     | Widzów | * |
| ----- | ----- | ----------------- | ----- | --------- | ----- | ----- | ----- | ----- | ----- | ------ | - |
| 31.08 | 17:00 | Stany Zjednoczone | 1:3   | Serbia    | 24:26 | 22:25 | 25:19 | 24:26 |       | 110    | 1 |
| 31.08 | 19:00 | Japonia           | 3:2   | Kanada    | 18:25 | 25:20 | 25:17 | 26:28 | 17:15 | 80     | 2 |

### Mecz o 11. miejsce
| Data  | Godz. | Drużyna 1         | Wynik | Drużyna 2 | 1     | 2     | 3     | 4 | 5 | Widzów | * |
| ----- | ----- | ----------------- | ----- | --------- | ----- | ----- | ----- | - | - | ------ | - |
| 01.09 | 11:00 | Stany Zjednoczone | 3:0   | Kanada    | 25:16 | 25:17 | 25:18 |   |   | 80     | 1 |

### Mecz o 9. miejsce
| Data  | Godz. | Drużyna 1 | Wynik | Drużyna 2 | 1     | 2     | 3     | 4 | 5 | Widzów | * |
| ----- | ----- | --------- | ----- | --------- | ----- | ----- | ----- | - | - | ------ | - |
| 01.09 | 15:00 | Serbia    | 3:0   | Japonia   | 25:16 | 25:21 | 25:23 |   |   | 100    | 1 |

### Ćwierćfinały
| Data  | Godz. | Drużyna 1 | Wynik | Drużyna 2 | 1     | 2     | 3     | 4     | 5     | Widzów | * |
| ----- | ----- | --------- | ----- | --------- | ----- | ----- | ----- | ----- | ----- | ------ | - |
| 30.08 | 13:15 | Iran      | 0:3   | Brazylia  | 21:25 | 20:25 | 22:25 |       |       | 250    | 1 |
| 30.08 | 15:50 | Argentyna | 2:3   | Włochy    | 20:25 | 25:23 | 25:20 | 15:25 | 11:25 | 100    | 2 |
| 30.08 | 17:40 | Indie     | 0:3   | Rosja     | 21:25 | 15:25 | 16:25 |       |       | 150    | 3 |
| 30.08 | 20:10 | Turcja    | 0:3   | Francja   | 21:25 | 22:25 | 25:27 |       |       | 600    | 4 |

### Mecze o miejsca 5-8
| Data  | Godz. | Drużyna 1 | Wynik | Drużyna 2 | 1     | 2     | 3     | 4 | 5 | Widzów | * |
| ----- | ----- | --------- | ----- | --------- | ----- | ----- | ----- | - | - | ------ | - |
| 31.08 | 11:15 | Iran      | 3:0   | Argentyna | 25:21 | 25:23 | 28:26 |   |   | 200    | 1 |
| 31.08 | 13:30 | Indie     | 0:3   | Turcja    | 18:25 | 23:25 | 20:25 |   |   | 300    | 2 |

### Mecz o 7. miejsce
| Data  | Godz. | Drużyna 1 | Wynik | Drużyna 2 | 1     | 2     | 3     | 4     | 5    | Widzów | * |
| ----- | ----- | --------- | ----- | --------- | ----- | ----- | ----- | ----- | ---- | ------ | - |
| 01.09 | 11:00 | Argentyna | 3:2   | Indie     | 22:25 | 23:25 | 26:24 | 25:19 | 15:7 | 100    | 1 |

### Mecz o 5. miejsce
| Data  | Godz. | Drużyna 1 | Wynik | Drużyna 2 | 1     | 2     | 3     | 4     | 5 | Widzów | * |
| ----- | ----- | --------- | ----- | --------- | ----- | ----- | ----- | ----- | - | ------ | - |
| 01.09 | 13:30 | Iran      | 3:1   | Turcja    | 19:25 | 25:21 | 25:18 | 25:18 |   | 400    | 1 |

### Półfinały
| Data  | Godz. | Drużyna 1 | Wynik | Drużyna 2 | 1     | 2     | 3     | 4     | 5 | Widzów | * |
| ----- | ----- | --------- | ----- | --------- | ----- | ----- | ----- | ----- | - | ------ | - |
| 31.08 | 17:00 | Brazylia  | 3:1   | Włochy    | 22:25 | 25:18 | 25:19 | 25:23 |   | 125    | 1 |
| 31.08 | 19:00 | Rosja     | 3:1   | Francja   | 27:25 | 24:26 | 25:18 | 27:25 |   | 100    | 2 |

### Mecz o 3. miejsce
| Data  | Godz. | Drużyna 1 | Wynik | Drużyna 2 | 1     | 2     | 3     | 4     | 5 | Widzów | * |
| ----- | ----- | --------- | ----- | --------- | ----- | ----- | ----- | ----- | - | ------ | - |
| 01.09 | 16:00 | Francja   | 1:3   | Włochy    | 21:25 | 16:25 | 25:20 | 26:28 |   | 120    | 1 |

### Finał
| Data  | Godz. | Drużyna 1 | Wynik | Drużyna 2 | 1     | 2     | 3     | 4 | 5 | Widzów | * |
| ----- | ----- | --------- | ----- | --------- | ----- | ----- | ----- | - | - | ------ | - |
| 01.09 | 19:00 | Rosja     | 3:0   | Brazylia  | 25:16 | 25:16 | 25:20 |   |   | 300    | 1 |

## Klasyfikacja końcowa
| Miejsce | Reprezentacja     |
| ------- | ----------------- |
| złoto   | Rosja             |
| srebro  | Brazylia          |
| brąz    | Włochy            |
| 4.      | Francja           |
| 5.      | Iran              |
| 6.      | Turcja            |
| 7.      | Argentyna         |
| 8.      | Indie             |
| 9.      | Serbia            |
| 10.     | Japonia           |
| 11.     | Stany Zjednoczone |
| 12.     | Kanada            |
| 13.     | Tunezja           |
| 14.     | Egipt             |
| 15.     | Chiny             |
| 16.     | Meksyk            |
| 17.     | Estonia           |
| 18.     | Maroko            |
| 19.     | Wenezuela         |
| 20.     | Rwanda            |

## Nagrody indywidualne
| Najlepszy zawodnik (MVP) | Najlepszy atakujący | Najlepsi środkowi            | Najlepszy rozgrywający | Najlepsi przyjmujący               | Najlepszy libero   |
| ------------------------ | ------------------- | ---------------------------- | ---------------------- | ---------------------------------- | ------------------ |
| Wiktor Poletajew         | Alan Souza          | Edoardo Picco Iljas Kurkajew | Murat Yenipazar        | Jegor Fieoktistow Thibault Rossard | Alperay Demirciler |